# Schlacht bei Steyr
Kap Finisterre – Wertingen – Günzburg – Haslach-Jungingen – Elchingen – Ulm – Trafalgar – Caldiero – Mehrbach – Lambach – Bodenbühl – Steyr – Amstetten – Mariazell – St. Pölten – Kap Ortegal – Dürnstein – Schöngrabern – Wischau (Vyškov) – Austerlitz – San Domingo
Die Schlacht bei Steyr und andere Gefechte fanden am 4. November 1805 im Rahmen des Dritten Koalitionskrieges der Napoleonischen Kriege beim Übertritt der französischen Truppen über die Enns statt.

## Vorgeschichte
Zur Schlacht bei Steyr kam es unmittelbar nach der Kapitulation der österreichischen Truppen in Ulm, von wo der Grande Armée der Weg nach Wien offenstand. Die französischen und bayerischen Truppen folgten den sich zurückziehenden österreichischen Verbänden unter Kienmayer, die sich bei Braunau mit russischen Truppen vereinigt hatten, in den österreichischen Donauraum und lieferten sich mehrere Gefechte. Die Hauptmacht marschierte unter der Führung des russischen Generals Kutusow über Lambach-Wels auf Ebelsberg zu und erreichte am 1. November 1805 Enns, während das Korps Merveldt südlich Lambach und Kremsmünster auf Steyr marschierte und am 3. November 1805 die Enns überschritt. Die österreichisch-russischen Truppen formierten sich im Raum Enns-Steyr-Strengberg und zerstörten alle Brücken über die Enns, um die Franzosen an der Ennslinie zu stellen.

## Verlauf
Die Österreicher hatten zahlreiche Brücken über die Enns abgebaut, um ein rasches Übersetzen möglichst zu erschweren. Die Vorhut der Franzosen überschritt die Enns jedoch bei Losenstein und eilte jenen österreichischen Truppen nach, die sich in Großraming verschanzt hatten. Zugleich kam es in der Stadt Steyr zu einem Häuserkampf und zu Feuergefechten über die Enns hinweg, bevor die Grande Armée bei Steyr übersetzen konnte. Zuletzt griff die Kolonne Lannes auch im Ennsdorf die österreichisch-russischen Truppen an, womit die Ennslinie endgültig aufgegeben werden musste, denn das Gros der russischen Armee hatte sich bereits am 3. November gegen St. Pölten zurückgezogen.

## Auswirkungen
Nach kurzen Gefechten gelang es der Grande Armée, über die Enns zu übersetzen und den Marsch nach Wien fortzusetzen. Bereits am nächsten Tag wurden die französischen Truppen in der Schlacht bei Amstetten abermals in Kämpfe verwickelt.